# Vsevolod II
Vsevolod II Olgovitsj (Russisch: Всеволод II Ольгович) (1104 - 1 augustus 1146)) was een zoon van Oleg Svjatoslavitsj, knjaz (vorst ) van Tsjernigov. Zelf werd hij knjaz van Tsjernigov (1127-1139) en veliki knjaz (grootvorst) van Kiev (1139-1146). Vsevolod huwde met Maria, dochter van groothertog Mstislav I van Kiev. Zij hadden de volgende kinderen:
1. Svjatoslav III van Kiev
2. Jaroslav Vsevolodovitsj ( 1139-)
3. Anna van Tsjernigov,gehuwd met een vorst uit Galicië,
4. Zvenislava van Tsjernigov, gehuwd met Bolesław I van Silezië-Breslau.

Alhoewel hij twee zoons had, werd Vsevolods broer Igor verkozen tot zijn opvolger. Kort voor zijn dood werd Vsevolod monnik onder de naam Gavriil. Hij werd na zijn dood als heilige vereerd.